# خط طول 38° غرب
خط طول 38° غرب هو أحد خطوط الطول الجغرافية، والتي تمتد من القطب الشمالي الجغرافي إلى القطب الجنوبي الجغرافي، وحسب التحويل الزمني يتأخر خط طول 38° غرب عن خط غرينتش بساعتين و32 دقيقة.

## من القطب إلى القطب
ينطلق خط طول 38° غرب من القطب الشمالي نحو القطب الجنوبي مرورا بالمناطق التي ترد في الجدول التالي:
| الإحداثيات                         | البلد أو الإقليم أو البحر              | ملاحظات |
| ---------------------------------- | -------------------------------------- | --- |
| 90°0′N 38°0′W / 90.000°N 38.000°W  | المحيط المتجمد الشمالي                 | |
| 83°38′N 38°0′W / 83.633°N 38.000°W | بحر لنكولن                             | |
| 83°30′N 38°0′W / 83.500°N 38.000°W | جرينلاند                               | |
| 65°56′N 38°0′W / 65.933°N 38.000°W | Sermilik Fjord                         | |
| 65°43′N 38°0′W / 65.717°N 38.000°W | جرينلاند                               | جزيرة أماساليك [لغات أخرى]‏ |
| 65°41′N 38°0′W / 65.683°N 38.000°W | المحيط الأطلسي                         | |
| 4°15′S 38°0′W / 4.250°S 38.000°W   | البرازيل                               | سيارا ريو غراندي دو نورتي — from 5°34′S 38°0′W / 5.567°S 38.000°W بارايبا — from 6°26′S 38°0′W / 6.433°S 38.000°W بيرنامبوكو — from 7°46′S 38°0′W / 7.767°S 38.000°W ألاغواس — from 9°9′S 38°0′W / 9.150°S 38.000°W سيرجيبي — from 9°32′S 38°0′W / 9.533°S 38.000°W باهيا — for about 2 km from 9°38′S 38°0′W / 9.633°S 38.000°W Sergipe — from 9°39′S 38°0′W / 9.650°S 38.000°W Bahia — from 9°49′S 38°0′W / 9.817°S 38.000°W Sergipe — from 10°46′S 38°0′W / 10.767°S 38.000°W Bahia — for about 4 km from 11°12′S 38°0′W / 11.200°S 38.000°W Sergipe — from 11°14′S 38°0′W / 11.233°S 38.000°W Bahia — from 11°24′S 38°0′W / 11.400°S 38.000°W |
| 12°35′S 38°0′W / 12.583°S 38.000°W | المحيط الأطلسي                         | |
| 54°0′S 38°0′W / 54.000°S 38.000°W  | جورجيا الجنوبية وجزر ساندويتش الجنوبية | Island of جزيرة جورجيا الجنوبية |
| 54°4′S 38°0′W / 54.067°S 38.000°W  | المحيط الأطلسي                         | |
| 60°0′S 38°0′W / 60.000°S 38.000°W  | المحيط الجنوبي                         | |
| 77°52′S 38°0′W / 77.867°S 38.000°W | القارة القطبية الجنوبية                | المطالب الإقليمية بالقارة القطبية الجنوبية by both الأرجنتين (المقاطعة الأرجنتينية بالقارة القطبية الجنوبية) and المملكة المتحدة (المقاطعة البريطانية بالقارة القطبية الجنوبية) |